# Koontz Lake
 (juillet 2025).
Koontz Lake est une census-designated place située dans le comtés de Starke et de Marshall, dans l’État de l'Indiana, aux États-Unis. Lors du recensement de 2020, elle compte 1 667 habitants.